# USCGC Pontchartrain (1928)
USCGC Pontchartrain («Пончартрейн») — сторожевой корабль (куттер) Береговой охраны США. Назван в честь озера Пончартрейн. Спущен на воду 16 июня 1928 года, 13 октября того же года начал службу в Береговой охране. В 1941 году, после 13 лет службы в Береговой охране, «Пончартрейн» передали Королевскому флоту Великобритании по программе ленд-лиза. Переименован британцами в HMS Hartland («Хартлэнд»), классифицировался как шлюп типа «Банф». Потоплен в 1942 году французским эсминцем «Тифун».

## Служба

### Береговая охрана США
После вступления в строй в ноябре 1928 года «Пончартрейн» был приписан к Норфолку, штат Виргиния, однако действовал в Беринговом море.

### Королевский флот Великобритании
30 апреля 1941 года «Пончартрейн» был передан по ленд-лизу Великобритании. В Королевском флоте корабль был переименован в HMS Hartland («Хартлэнд») и переклассифицирован в шлюп типа «Банф».
8 ноября 1942 года, в ходе операции «Торч» «Хартлэнд» совместно с однотипным шлюпом «Уолни» попытался высадить в гавани Орана отряд коммандос (операция «Резервист»), однако появление британских кораблей не стало для французов неожиданным. Оба британских корабля были потоплены. «Хартлэнд» стал жертвой французского эсминца «Тифун». Из 393 коммандос, находившихся на кораблях, 189 человек были убиты и 157 — ранены.